# Irene Ojala
Irene Ojala (nascida em 8 de outubro de 1960) é uma política norueguesa do partido Patient Focus em Finnmark.
Ela formou-se em planeamento ragional e tem um diploma de bacharel em estudos do Alto Norte. Ela é a líder da organização voluntária Patient Focus e da fundação Alta Hospital with Patient Focus.